# Чернавский сельсовет (Алтайский край)
Чернавский сельсовет — муниципальное образование со статусом сельского поселения и административно-территориальное образование в Завьяловском районе Алтайского края России. Административный центр — село Чернавка.

## Население
| 1997 | 1998 | 1999 | 2000 | 2001 | 2002 |
| ---- | ---- | ---- | ---- | ---- | ---- |
| 871  | ↘846 | ↘831 | ↗849 | ↘829 | ↘802 |
| 2003 | 2004 | 2005 | 2006 | 2007 | 2008 |
| ↘800 | ↘782 | ↘767 | ↘739 | ↘730 | ↗731 |
| 2009 | 2010 | 2011 | 2012 | 2013 | 2014 |
| ↘687 | ↘655 | ↘654 | ↘634 | ↘616 | ↘598 |
| 2015 | 2016 | 2017 | 2018 | 2019 | 2020 |
| ↘582 | ↘560 | ↘548 | ↘541 | ↘519 | ↘504 |
| 2021 |      |      |      |      |      |
| ↘482 |      |      |      |      |      |

По результатам Всероссийской переписи населения 2010 года, численность населения муниципального образования составила 655 человек, в том числе 308 мужчин и 347 женщин. Оценка Росстата на 1 января 2012 года — 634 человека.

## Населённые пункты
В состав сельского поселения входит 2 населённых пункта:
- посёлок Александровка,
- село Чернавка.